# Alexander von Dönhoff
Hrabě Alexander Graf von Dönhoff (9. února 1683 Královec – 9. října 1742 Berlín) byl pruský generálporučík a důvěrník pruského krále Fridricha Viléma I. Pocházel ze šlechtického rodu von Dönhoff.

## Životopis
Jeho rodiči byli hrabě Friedrich von Dönhoff a baronka Eleonora Kateřina von Schwerin. V roce 1699 se stal praporčíkem v braniborském vojsku. V roce 1701 odešel do Hesenska, kde se stal kapitánem a zúčastnil se války o španělské dědictví proti Francii. V roce 1704 se stal majorem, následujícím roce se stal podplukovníkem. V letech 1706 a 1707 bojoval v severní Itálii. V roce 1709 získal vlastní pluk a byl povýšen na plukovníka. V roce 1720 se stal generálmajorem v Hessenském armádě. Od roku 1722 sloužil jako generálmajor pruské armádě. V roce 1730 byl členem válečného soudu s korunním princem Friedrichem a Hansem Hermannem von Katte. V roce 1734 začal stavět v blízkosti Berlína Dönhoffplatz, dnes je to jedna z jeho části. V letech 1734 a 1735 se zúčastnil tažení u Rýna a následně byl povýšen na generálporučíka. V roce 1740 opustil službu v armádě.

## Rodina
V roce 1720 se oženil s hraběnkou Charlotta von Blumenthal († 1761), která byla dcerou hraběte Adama Ludvíka von Blumenthal. Manželé měli spolu dva syny a tři dcery.
- Friedrich Wilhelm (1723– 1774) ⚭ 1.Sophie Eleonora von Greif und Lindsay, ⚭ 2. Anna Sophie Charlotte von Langermann
- Sophia Eleonora (1721–1742)
- Karl Friedrich Ludvik (1724 – 1778) se stal generálmajorem v Rakousku
- Friederika Vilemína Charlotta (1726–1794) ⚭ hrabě Victor Friedrich von Solms-Sonnenwalde

- Luisa Augusta Amalia(1730–1768) ⚭ 1. Carl Georg August von Oppel, ⚭ 2. Ulrich Friedrich von Stirn